# Ottrau
Ottrau is een gemeente in de Duitse deelstaat Hessen, en maakt deel uit van de Schwalm-Eder-Kreis. Ottrau telt 2.146 inwoners.

## Plaatsen in de gemeente Ottrau
- Ottrau: 730 inwoners
- Immichenhain: 605 inwoners
- Weißenborn: 377 inwoners
- Görzhain: 374 inwoners
- Schorbach: 348 inwoners
- Kleinropperhausen: 64 inwoners
- Ottrau-Bahnhof: 13 inwoners

Bad Zwesten · Borken · Edermünde · Felsberg · Frielendorf · Fritzlar · Gilserberg · Gudensberg · Guxhagen · Homberg · Jesberg · Knüllwald · Körle · Malsfeld · Melsungen · Morschen · Neuental · Neukirchen · Niedenstein · Oberaula · Ottrau · Schrecksbach · Schwalmstadt · Schwarzenborn · Spangenberg · Wabern · Willingshausen